# Cáp treo Hòn Thơm
Cáp treo Hòn Thơm là một tuyến cáp treo vượt biển nối phường An Thới với đảo Hòn Thơm thuộc quần đảo An Thới, thành phố Phú Quốc, tỉnh Kiên Giang, Việt Nam.
Tuyến cáp treo nằm ở phía nam đảo Phú Quốc, cách phường Dương Đông khoảng 25 km.
Cáp treo Hòn Thơm là tuyến cáp treo ba dây hiện đại, có tổng chiều dài 7.899,9 m nối từ phường An Thới qua các đảo Hòn Dừa, Hòn Rỏi tới đảo Hòn Thơm, được Tổ chức Guinness trao tặng Chứng nhận Cáp treo dài nhất thế giới. Tuyến cáp treo gồm hai nhà ga, 6 trụ tháp. Hệ thống gồm có 69 cabin, mỗi cabin có sức chứa 30 khách, vận hành ở vận tốc tối đa đạt 8,5 m/s. Thời gian di chuyển từ ga An Thới đến ga Hòn Thơm chỉ mất khoảng 15 phút.
Công trình được khởi công vào ngày 4 tháng 9 năm 2015 và khánh thành vào ngày 4 tháng 2 năm 2018, là hạng mục quan trọng nhất trong quần thể khu vui chơi giải trí biển Sun World Hon Thom Nature Park do Tập đoàn Sun Group đầu tư.

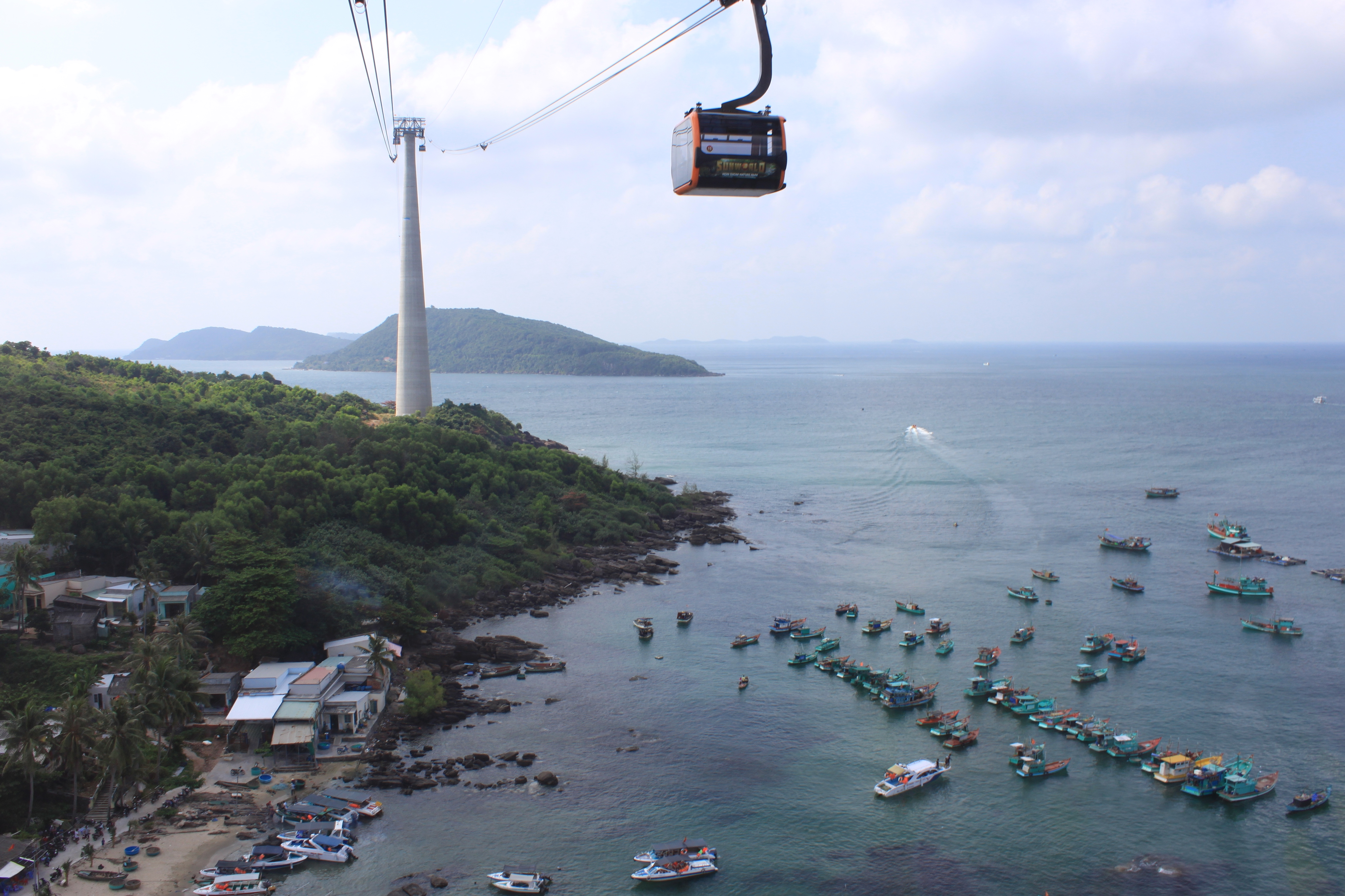
Làng chài tại An Thới nhìn từ cáp treo
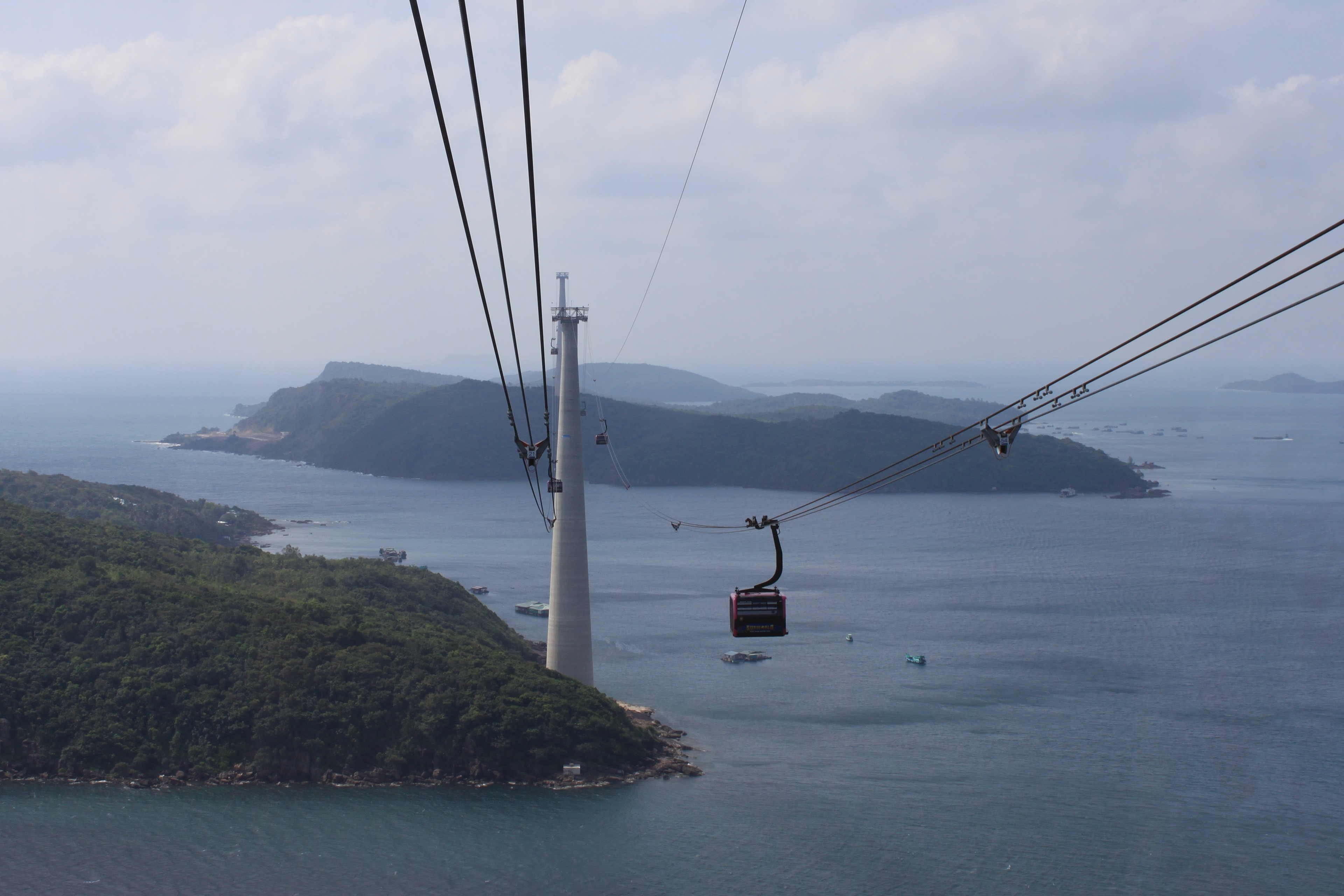
Trụ cáp treo trên Hòn Rỏi
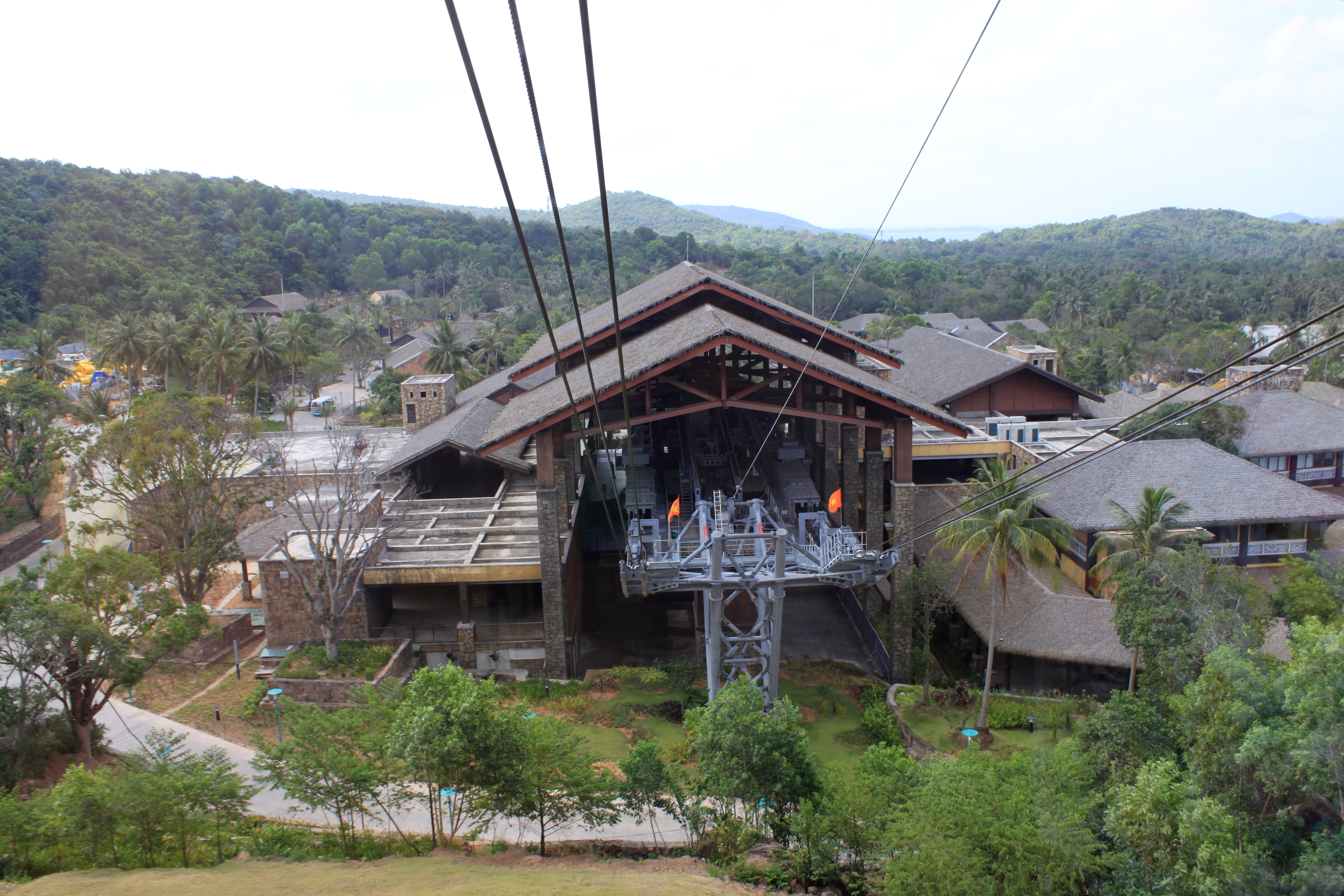
Ga Hòn Thơm, ga đến của tuyến cáp treo